# Nils Karlsson Pyssling
Pour plus de détails, voir Fiche technique et Distribution.
Nils Karlsson Pyssling est un film suédois réalisé par Staffan Götestam et sorti en 1990.
Il est adapté des fictions radiophoniques et des livres de l'auteur suédois Astrid Lindgren.

## Fiche technique
- Titre original : Nils Karlsson Pyssling
- Pays : Suède
- Langue : suédois
- Format : couleur - son Dolby
- Durée : 75 minutes
- Date de sortie : Suède : 9 novembre 1990

## Distribution
- Oskar Löfkvist : Bertil
- Jonatan Lindoff : Nils Karlsson Pyssling
- Charlie Elvegård : Papa
- Britta Pettersson : Maman
- Ulla Sallert : tante Hulda